# Himalobrya
Himalobrya – rodzaj motyli z rodziny sówkowatych i podrodziny Bryophilinae. Obejmuje dwa opisane dwa gatunki. Zamieszkują Azję.

## Morfologia i zasięg
Motyle średnich rozmiarów. Głowa zaopatrzona jest w nitkowate czułki w przypadku samicy i orzęsione w przypadku samca. Przednie skrzydło ma na zielonobrunatnym tle dobrze zaznaczone przepaski i plamki typowe dla sówkowatych. Genitalia samca charakteryzują się dobrze zesklerotyzowaną, symetrycznie zbudowaną, wydłużoną, u nasady szerszą i ku odsiebnemu wierzchołkowi zwężoną oraz w umiarkowanym stopniu zakrzywioną walwą z wykształconym szerokim i krótkim klasperem i wierzchołkowym wyrostkiem odsiebnym. Silnej budowy unkus jest długi, wąski, o drobnym wierzchołku. Dobrze zesklerotyzowana juksta osiąga duże rozmiary i niemal rombowaty kształt. Edeagus jest większy niż u podobnego rodzaju Stenoloba, szeroki, z trójkątną i wydłużoną wypustką żeberkowatą, zaopatrzony w błoniastą wezykę o małej komorze głównej, większej przegrodzie środkowej i dużym, silnym cierniu z wydłużoną podstawą.
Przedstawiciele rodzaju zamieszkują środkową część Nepalu i południowe Indie.

## Taksonomia
Takson ten wprowadzony został w 2020 roku przez Olega Pekarskiego na łamach „Entomofauna carpathica”. Do rodzaju należą dwa gatunki:
- Himalobrya nepaliria Pekarsky, 2020
- Himalobrya nilgiria Moore, 1881

Gatunkiem typowym wyznaczono drugi z wymienionych.